# 川口長孺
川口 長孺（かわぐち ちょうじゅ、安永2年（1773年） - 天保6年6月10日（1835年7月5日））は、水戸藩の歴史家・医学者。彰考館総裁。字は嬰卿、通称は三省、助九郎。号は緑野。
家業を継いで医者となった後、寛政5年（1793年）に立原翠軒の推薦により彰考館に入り、水戸藩主徳川治保の侍講も務める。文化12年（1815年）より彰考館総裁を務める。

## 著書
- 『台湾鄭氏紀事』
- 『台湾割拠志』
- 『征韓偉略』